# Enzo Ferrari
Enzo Anselmo Giuseppe Maria Ferrari (Módena, 18 de fevereiro de 1898 – Maranello, 14 de agosto de 1988) foi o fundador da Scuderia Ferrari e da fábrica de automóveis Ferrari.

## Vida
Quando pequeno, Enzo pensava em ser tenor de ópera, mas apaixonou-se pelo automobilismo com apenas dez anos de idade, quando assistiu no circuito de Bolonha a corrida de carro de 1908. Enzo Ferrari trabalhou como mecânico até ao início da Primeira Guerra Mundial, altura em que entrou na Contruzioni Mecaniche National, como piloto de testes. Aos 21 anos tentou trabalhar na Fiat, mas foi recusado. Pouco depois ingressou na Alfa Romeo, mas desta vez como piloto. Criou a Scuderia Ferrari no ano de 1925, em Módena, mas durante a Segunda Guerra Mundial viu-se obrigado a transferir a fábrica de automóveis para Maranello, a dezoito quilómetros de Módena. Depois da Segunda Guerra Mundial, a Ferrari ganhou dois títulos mundiais em 1952 e 1953.
Alfredino Ferrari, filho de Enzo, morreu em 1956, aos 24 anos, sofrendo de distrofia muscular progressiva. Isto fez com que Enzo se tornasse uma pessoa amarga. Desde então Enzo nunca mais pisou numa pista de corrida e passou a usar os inseparáveis óculos escuros. Autodidata em mecânica, recebeu em 1960, da Universidade de Bolonha, o título de Doutor honoris causa em engenharia, e mais tarde, em física. Recebeu do governo italiano o título de Comendador. Os últimos sucessos de sua equipe de Fórmula 1 que viu foram os títulos de Jody Scheckter em 1979 e o título de construtores da Ferrari em 1983. O último carro da marca fundada pelo comendador que ele aprovou em vida, foi o lendário F40 criado em 1987. Enzo gostou tanto do carro que proferiu a seguinte e famosa frase: "Se Deus fosse um carro, seria um F40".

## Carreira em corridas
Após o colapso do negócio de carpintaria da família, a Ferrari começou a procurar emprego na indústria automobilística. Ele, sem sucesso, ofereceu seus serviços para a Fiat em Torino, eventualmente se contentando com um emprego como piloto de testes para a CMN (Costruzioni Meccaniche Nazionali), uma fabricante de automóveis em Milão, que reconstruiu carrocerias de caminhões usados em pequenos carros de passageiros. Mais tarde, ele foi promovido a piloto de carros de corrida e fez sua estreia competitiva na corrida de hillclimb Parma-Poggio di Berceto de 1919, onde terminou em quarto na categoria de três litros ao volante de um CMN 15/20 de 2,3 litros e 4 cilindros. Em 23 de novembro do mesmo ano, ele participou do Targa Florio, mas teve que se abandonar depois que o tanque de seu carro estourou. Devido ao grande número de abandonos, ele terminou em 9º.

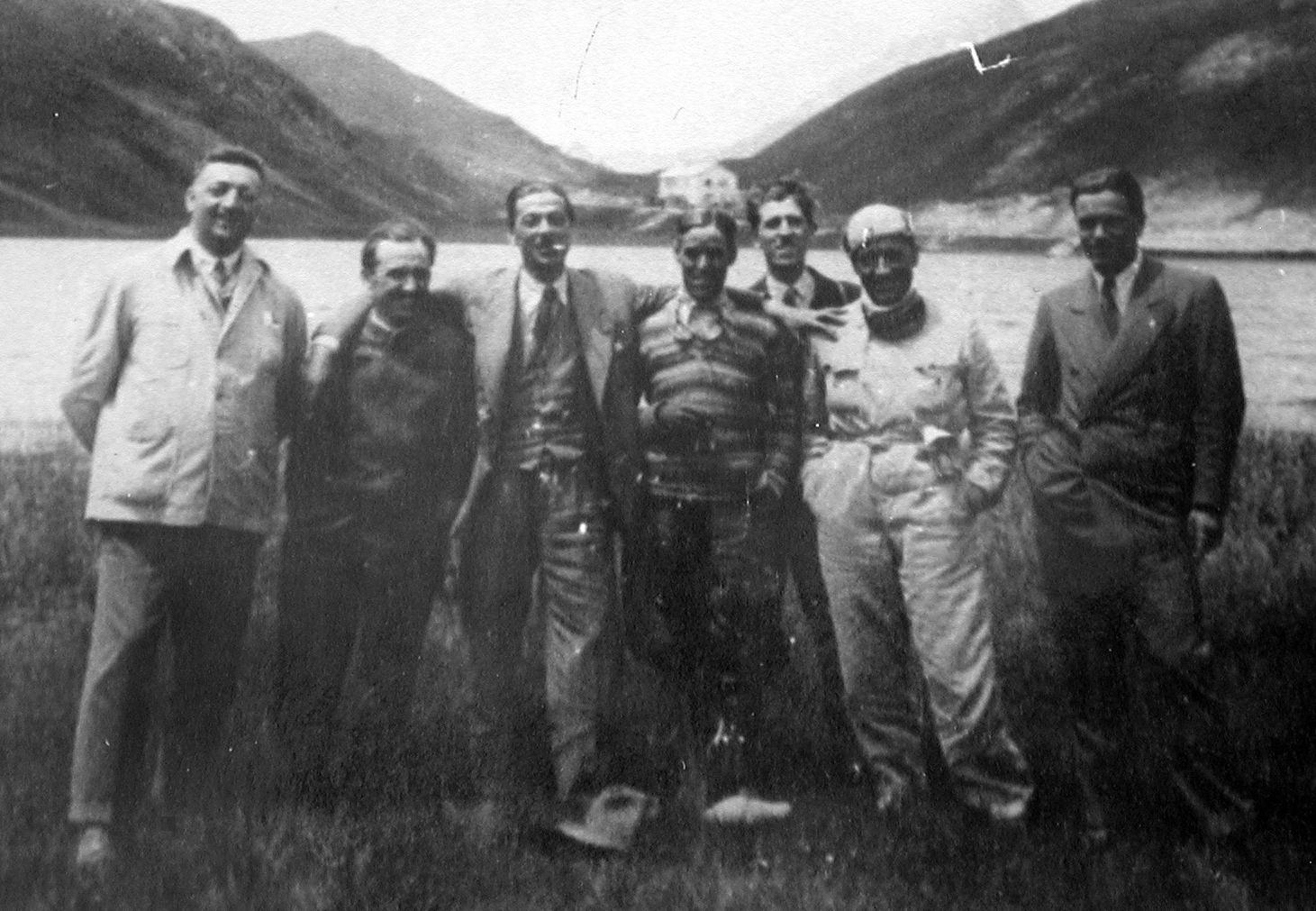
Os pilotos Enzo Ferrari (1º da esquerda), Tazio Nuvolari (4º) e Achille Varzi (6º) da Alfa Romeo com o Diretor Executivo da Alfa Romeo Prospero Gianferrari (3º) na Colle della Maddalena, c. 1933

Em 1920, Enzo ingressou no departamento de corridas da Alfa Romeo como piloto. Ferrari venceu seu primeiro Grande Prêmio em 1923 em Ravenna no Circuito Savio. 1924 foi sua melhor temporada, com três vitórias, incluindo Ravenna, Polesine e a Coppa Acerbo em Pescara. Profundamente chocado com a morte de Ugo Sivocci em 1923 e Antonio Ascari em 1925, Ferrari, como ele próprio admitiu, continuou a correr sem entusiasmo. Ao mesmo tempo, ele desenvolveu um gosto pelos aspectos organizacionais das corridas de Grande Prêmio. Após o nascimento de seu filho Alfredo (Dino) em 1932, Ferrari decidiu se aposentar e se concentrar na gestão e desenvolvimento dos carros de corrida de fábrica da Alfa, eventualmente construindo uma equipe de pilotos superstar, incluindo Giuseppe Campari e Tazio Nuvolarii. Essa equipe se chamava Scuderia Ferrari (fundada por Enzo em 1929) e funcionava como uma divisão de corrida da Alfa Romeo. A equipe teve muito sucesso, graças aos excelentes carros, por exemplo, o Alfa Romeo P3 e para os pilotos talentosos, como Nuvolari. A Ferrari se aposentou das competições, tendo participado de 41 Grandes Prêmios com um recorde de 11 vitórias.

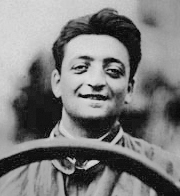
Ferrari na década de 1920

Nesse período, o emblema do cavalo empinado começou a aparecer nos carros de sua equipe. O emblema foi criado e ostentado pelo piloto de caça italiano Francesco Baracca. Durante a Primeira Guerra Mundial, Baracca deu a Ferrari um colar com o cavalo empinado antes da decolagem. Baracca foi abatido e morto por um avião austríaco em 1918. Em memória de sua morte, Ferrari usou o cavalo empinado para criar o emblema que se tornaria o escudo mundialmente famoso da Ferrari. Exibido inicialmente na Alfa Romeos, o escudo foi visto pela primeira vez em uma Ferrari em 1947.

## Construindo a Ferrari
A Alfa Romeo concordou em ser parceira da equipe de corrida da Ferrari até 1933, quando restrições financeiras os forçaram a retirar seu apoio - uma decisão posteriormente revertida graças à intervenção da Pirelli. Apesar da qualidade dos pilotos da Scuderia, a equipe lutou para competir com a Auto Union e Mercedes. Embora os fabricantes alemães tenham dominado a era, a equipe da Ferrari alcançou uma vitória notável em 1935, quando Tazio Nuvolari derrotou Rudolf Caracciola e Bernd Rosemeye em sua casa no Grande Prêmio da Alemanha.
Em 1937, a Scuderia Ferrari foi dissolvida e Ferrari voltou para a equipe de corrida da Alfa, chamada Alfa Corse. A Alfa Romeo decidiu retomar o controle total de sua divisão de corrida, mantendo Ferrari como Diretor Esportivo. Depois de um desentendimento com o diretor-gerente da Alfa, Ugo Gobbato, Ferrari saiu em 1939 e fundou a Auto-Avio Costruzioni, uma empresa que fornecia peças para outras equipes de corrida. Embora uma cláusula de contrato o proibisse de competir ou projetar carros por quatro anos, Ferrari conseguiu fabricar dois carros para o Mille Miglia 1940, que eram pilotados por Alberto Ascari e Lotario Rangoni. Com a eclosão da Segunda Guerra Mundial, A fábrica de Ferrari foi forçada a realizar a produção de guerra para o governo fascista de Mussolini. Após o bombardeio da fábrica pelos Aliados, Ferrari mudou-se de Modena para Maranello. No final da guerra, Ferrari decidiu começar a fabricar carros com seu nome e fundou a Ferrari em 1947.

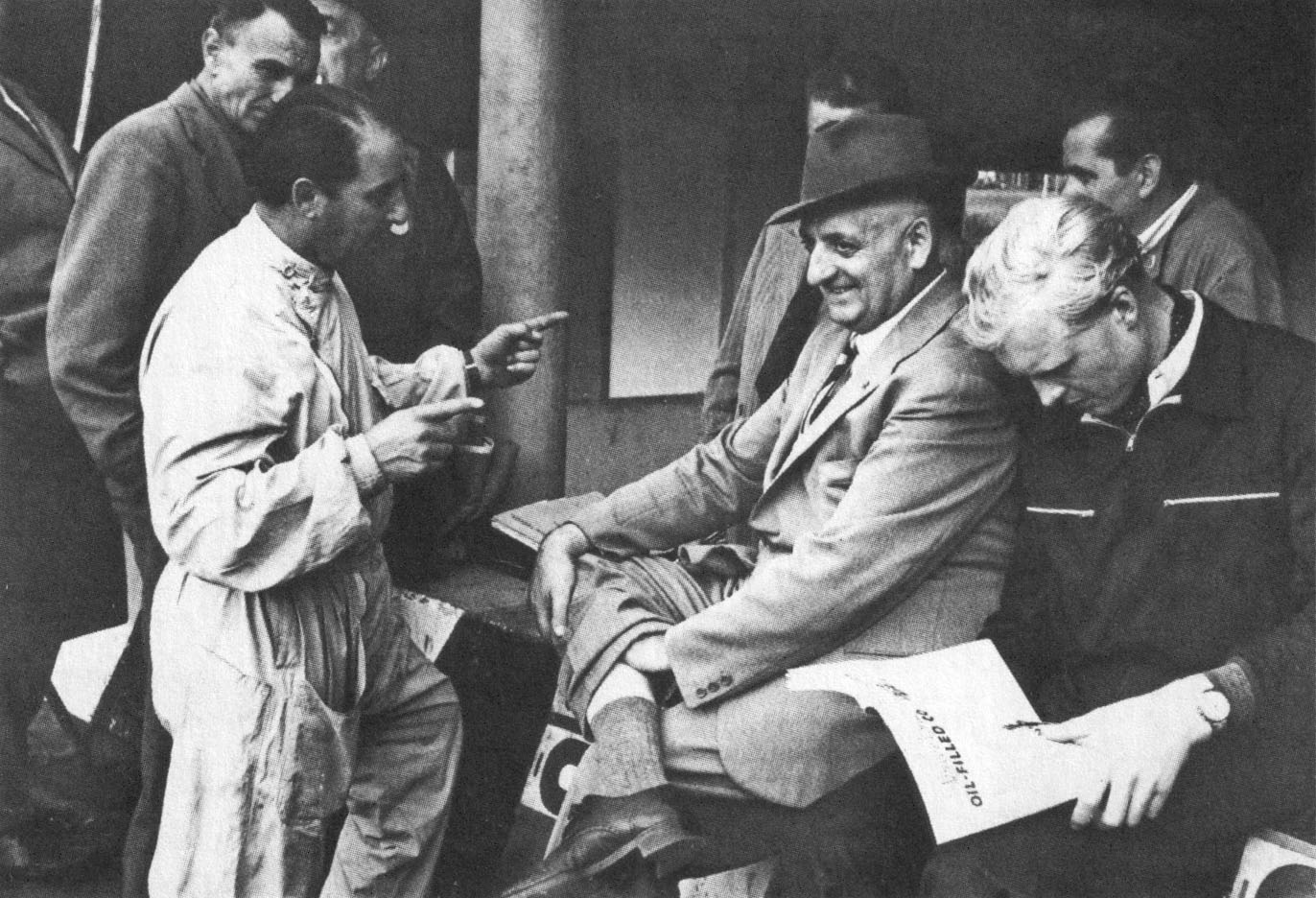
Alberto Ascari (à esquerda), Enzo Ferrari (ao centro) e Mike Hawthorn (à direita) no box do Circuito de Monza em 1953

Enzo decidiu lutar contra os dominadores Alfa Romeos e correr com sua própria equipe. A estreia da equipe com as rodas abertas ocorreu em Torino em 1948 e a primeira vitória veio no final do ano em Lago di Garda. A primeira grande vitória veio nas 24 Horas de Le Mans de 1949, com uma Ferrari 166 MM dirigida por Luigi Chinetti e (Barão Selsdon da Escócia) Peter Mitchell-Thomson. Em 1950, a Ferrari inscreveu-se no recém-nascido Campeonato Mundial de Pilotos e é a única equipe a permanecer continuamente presente desde sua introdução. Ferrari venceu seu primeiro Grande Prêmio de campeonato mundial com José Froilán González em Silverstone em 1951. A história conta que Enzo chorou como um bebê quando sua equipe finalmente derrotou o poderoso Alfetta 159. O primeiro campeonato veio em 1952, com Alberto Ascari, tarefa que se repetiu um ano depois. Em 1953, a Ferrari fez sua única tentativa nas 500 milhas de Indianápolis. Para financiar seus empreendimentos de corrida na Fórmula 1, bem como em outros eventos, como a Mille Miglia e Le Mans, a empresa começou a vender carros esportivos.

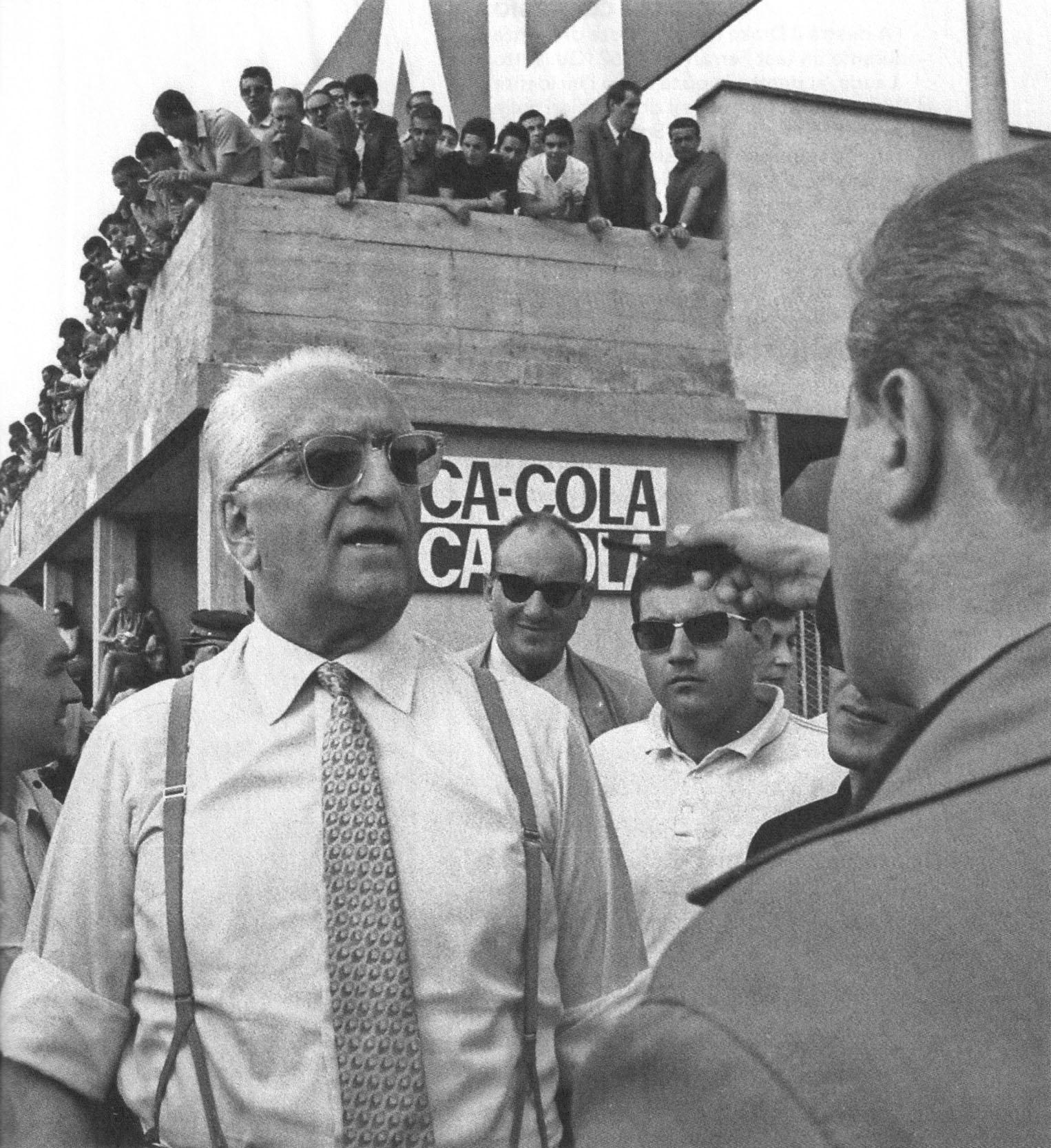
Enzo Ferrari fala com repórteres durante o fim de semana do Grande Prêmio da Itália de 1967

A decisão da Ferrari de continuar correndo na Mille Miglia trouxe novas vitórias à empresa e aumentou muito o reconhecimento público. No entanto, velocidades cada vez maiores, estradas ruins e proteção inexistente da multidão acabaram sendo um desastre para a corrida e para a Ferrari. Durante a Mille Miglia de 1957, perto da cidade de Guidizzolo, uma Ferrari 335 S de 4,0 litros dirigida por Alfonso de Portago estava viajando a 250 km/h quando estourou um pneu e colidiu com a multidão à beira da estrada, matando de Portago, seu companheiro. motorista e nove espectadores, cinco dos quais crianças. Em resposta, Enzo Ferrari e Englebert, o fabricante de pneus, foram acusados de homicídio culposo em um longo processo criminal que foi finalmente encerrado em 1961.
Profundamente insatisfeita com a forma como o automobilismo era coberto pela imprensa italiana, em 1961 a Ferrari apoiou a decisão do editor Luciano Conti, com sede em Bolonha, de iniciar uma nova publicação, a Autosprint. O próprio Ferrari contribuiu regularmente para a revista por alguns anos.
Muitas das maiores vitórias da Ferrari vieram em Le Mans (nove vitórias, incluindo seis consecutivas em 1960-1965) e na Fórmula 1 durante as décadas de 1950 e 1960, com os sucessos de Juan Manuel Fangio (1956), Mike Hawthorn (1958), e Phil Hill (1961).

## Fusão com Fiat
No final da década de 1960, o aumento das dificuldades financeiras, bem como o problema de competir em muitas categorias e ter que atender a novos requisitos de segurança e emissões atmosféricas limpas para a produção e desenvolvimento de carros rodoviários, fez com que a Ferrari começasse a procurar um parceiro de negócios. Em 1969, Ferrari vendeu 50% de sua empresa para a Fiat, com a ressalva de que ele permaneceria 100% no controle das atividades de corrida e que a Fiat pagaria um subsídio considerável até sua morte pelo uso de suas fábricas de Maranello e Modena. Ferrari havia oferecido anteriormente à Ford a oportunidade de comprar a empresa em 1963 por US$ 18 milhões ($ 152 158 696 em dólares de 2020), mas, no final das negociações, a Ferrari se retirou quando percebeu que a Ford não concordaria em conceder a ele o controle independente do departamento de corridas da empresa. A Ferrari tornou-se uma sociedade anônima e a Fiat adquiriu uma pequena participação em 1965. Em 1969, a Fiat aumentou sua participação para 50% da empresa. (Em 1988, a participação da Fiat aumentou para 90%).
Após o acordo com a Fiat, a Ferrari deixou o cargo de diretor administrativo da divisão de carros de rua em 1971. Em 1974, a Ferrari nomeou Luca Cordero di Montezemolo como Diretor Esportivo / Gerente da Equipe de Fórmula Um. (Montezemolo acabou assumindo a presidência da Ferrari em 1992, cargo que ocupou até setembro de 2014). Clay Regazzoni foi vice-campeão em 1974, enquanto Niki Lauda venceu o campeonato em 1975 e 1977. Em 1977, a Ferrari foi criticada na imprensa por substituir o campeão mundial Lauda pelo estreante Gilles Villeneuve. Ferrari afirmou que o estilo de direção agressivo de Villeneuve o lembrava de Tazio Nuvolari. Esses sentimentos foram reforçados após o Grande Prêmio da França de 1979, quando Villeneuve terminou em segundo após uma batalha intensa com René Arnoux. Segundo o diretor técnico Mauro Forghieri, "Quando voltamos para Maranello, a Ferrari estava em êxtase. Nunca o vi tão feliz por um segundo lugar".

## Últimos anos
Depois que Jody Scheckter conquistou o título em 1979, a equipe viveu uma campanha desastrosa em 1980. Em 1981, a Ferrari tentou reviver a sorte de sua equipe mudando para motores turbo. Em 1982, o segundo Ferrari turbo-motorizado, o 126C2, mostrou-se muito promissor. No entanto, o piloto Gilles Villeneuve morreu em um acidente durante a última sessão de treinos livres do Grande Prêmio da Bélgica em Zolder, em maio. Em agosto, em Hockenheim, o companheiro de equipe Didier Pironi teve sua carreira interrompida em um violento salto final nas costas enevoadas logo após bater no Renault F1 dirigido por Alain Prost. Pironi liderava o campeonato de pilotos na época; ele perderia a liderança e o campeonato por cinco pontos ao ficar de fora nas cinco corridas restantes. A Scuderia conquistou o Campeonato de Construtores no final da temporada e em 1983, com o piloto René Arnoux na disputa pelo campeonato até a última corrida. Michele Alboreto terminou em segundo em 1985, mas a equipe não veria a glória do campeonato novamente antes da morte da Ferrari em 1988. A vitória final da equipe que ele viu foi quando Gerhard Berger e Alboreto marcaram 1-2 na rodada final da temporada de 1987 na Austrália.

## Morte
Ferrari morreu em 14 de agosto de 1988 em Maranello, aos 90 anos. Nenhuma causa de morte foi fornecida. Sua morte só foi divulgada dois dias depois, a pedido de Enzo, para compensar o atraso no registro de seu nascimento.